# Peter Auzinger

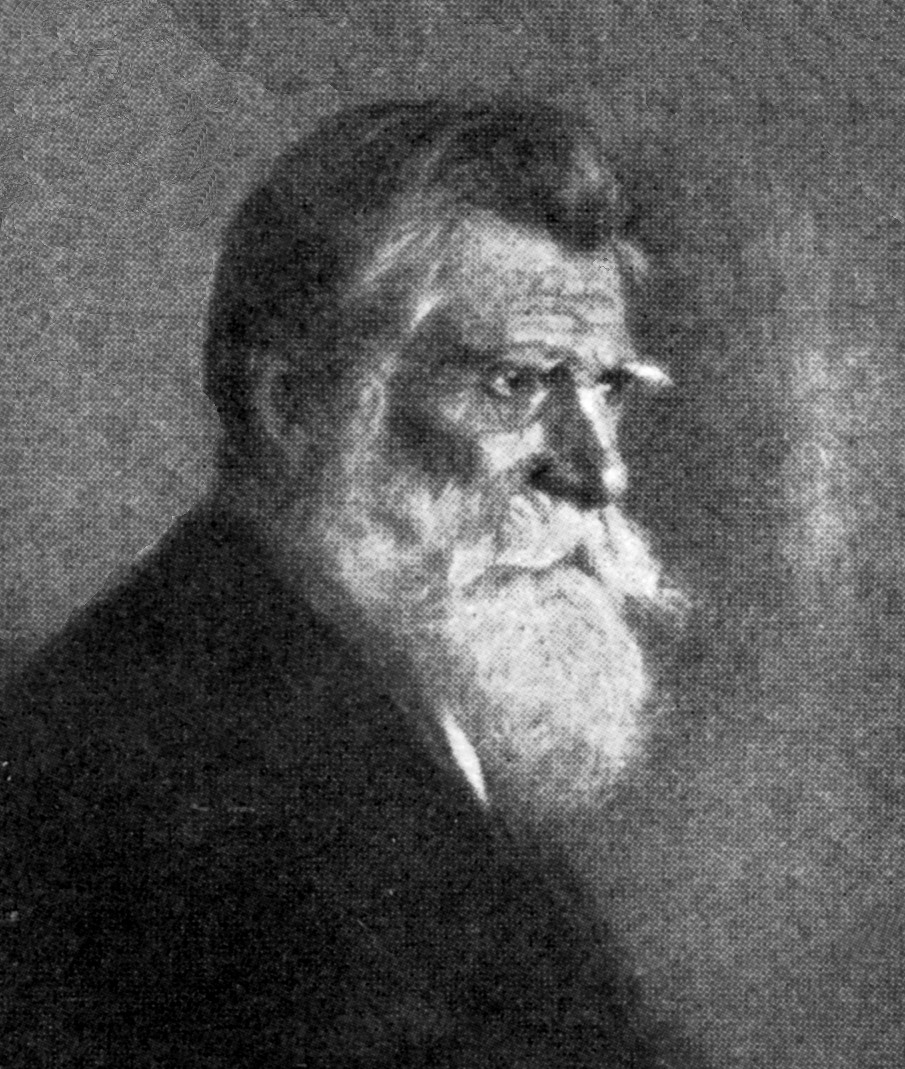
Peter Auzinger (1836–1914)

Peter Auzinger (* 18. Oktober 1836 in Athen; † 6. Februar 1914 in München) war ein deutscher Schauspieler und bayerischer Mundartdichter. Seine Grabstelle befindet sich in München auf dem Ostfriedhof.

## Leben
Auzinger ist der Sohn des Militärmusikers Anton Auzinger und dessen Ehefrau Emma Wagner; sein Bruder war der Schauspieler Max Auzinger. Als Hautboist des königlichen 7. Infanteriebataillons kam Anton Auzinger im Gefolge von König Otto von Wittelsbach nach Griechenland.
1838 kehrte der Vater krank mit der Familie aus Griechenland zurück nach München. Da die Familie finanziell nicht sehr gut gestellt war, konnte man sich für den Sohn Peter nur eine kirchliche Armenschule leisten. Zwischen 1846 und 1848 nutzte er allerdings die Gelegenheit, auf dem Lande eine Schule zu besuchen, welche sein Verwandter leitete. Hier erlernte er auch sein erstes Instrument.
Im Mai 1852 ging Auzinger als Militärtrompeter ins 1. Infanterieregiment Prinz Luitpold in München. Mit diesem wurde er im Herbst desselben Jahres nach Germersheim versetzt. Dort erkrankte Auzinger an schwerem Wechselfieber, was nach seiner Genesung das Ende seiner Musiker-Laufbahn bedeutete. Er wurde als Korporal ins stehende Heer integriert und später auch mehrere Male zur Beförderung vorgeschlagen. Da Auzinger aber unbedingt zur Bühne wollte, schlug er die Beförderungen aus.
1855 wurde er nach München versetzt und in den Jahren 1859 bis 1861 als Feuerwerker eingesetzt. Nach 25-jähriger Dienstzeit entließ man Auzinger im Jahre 1861. Sofort versuchte Auzinger am Theater unterzukommen, doch alle seine Versuche misslangen mehr oder weniger. In dieser Zeit begann er auch mit seinem literarischen Schaffen.
Im Oktober 1863 bekam Auzinger eine Stelle als Privatsekretär beim Reichsrat und späteren Präsidenten der Reichs-Ratskammer Freiherrn A. von und zu Frankenstein.
Ein Jahr später wechselte Auzinger als Sekretär zur Gesellschaft Museum. Als solcher hatte er den Aufgabenbereich eines Geschäftsführers. Einige Jahre später wechselte er zum Allgemeinen Gewerbeverein, der ebenfalls in München war.
Mit 29 Jahren heiratete er am 27. Juni 1865 Walburga Carolina Horn. Mit ihr hatte er eine Tochter und drei Söhne.
Durch den königlich bayerischen Minister J. Lutz, der begeistert von der Lyrik Auzingers war, avancierte Auzinger im April 1880 zum Kanzleibeamten im Kultusministerium. Einige Zeit später wurde er außerdem ins Kuratorium des Maximilianeums berufen.
1912 starb Auzingers Ehefrau im Alter von 69 Jahren in München. Zwei Jahre später, am 6. Februar 1914 starb Peter Auzinger im Alter von 78 Jahren ebenfalls in München.
Gerade Auzingers Stücke in bayerischer Mundart feierten Publikum und Kritik begeistert. Sein Charakterbild Da Büchs'nfranzl war viele Jahre lang die Nr. 1 auf dem Spielplan des Gärtnertheaters in München. Nur die in hochdeutscher Sprache verfassten Werke wurden weniger enthusiastisch aufgenommen.
Nach Auzinger ist die Peter-Auzinger-Straße in München-Harlaching benannt.

## Werke
- Aso san mir (1898)
- Aan Bismarck sei' g'fährlichter Feind (1875)
- Aufi und obi (1888)
- Eichenzweig und Daxbosch'n (1883)
- Einig und frei (1895)
- Es feit si' nix (1898)
- Gesammelte Werke (1925)
- Herzensklänge (1867)
- Mir san g'stellt (1899)